# Semjon Mogilevič
Semen Júdkovič Mogilevič Raguse (ukrajinsky: Семен Ю́дкович Могиле́вич, též Semjon či v anglických zdrojích Semion Yudkovich Mogilevich Raguse, * 30. října 1946) je muž považovaný evropskými a americkými agenturami za „šéfa všech šéfů“ organizovaného zločinu a většiny syndikátů ruských mafií po světě. Věří se, že řídí rozsáhlé impérium zločinu a že ovládá například plynárenskou společnost RosUkrEnergo. U FBI figuruje v seznamu nejhledanějších uprchlíků. Touto agenturou je popisován jako „nejnebezpečnější gangster na světě“, který má mít na kontě řadu vražd svých oponentů, ať už zastřelením či bomb v autech. Přezdívá se mu např. „Don Semjon“, „miliardový Don“ nebo „Mozek Don“ pro jeho bystrost v obchodu. Je hodně asociován se zločineckou organizací Solncevskaja Bratva, a v minulosti si vytvořil mnoho kontaktů mezi politickými figurami Ruska a Ukrajiny, např. Jurijem Lužkovem, tč. starostou Moskvy, Dmytrem Firtašem a Leonidem Derkačem, bývalými šéfy ukrajinských bezpečnostních služeb, I Oleksandr Turčynov, ukrajinský premiér byl soudně vyšetřován ohledně zničení složek, které se týkaly Mogileviče.

## Biografie
Narodil se v Kyjevě-Podolu do židovské rodiny. Na začátku 70. se již účastnil drobných krádeží v zločinecké skupině Ljubereckaja v Moskvě. Z té doby byl 2× trestaný, odseděl si 3 a 4 roky. V 80. letech, v době náhlé masivní emigrace ruských Židů do Izraele, jim nabízel odkoupení jejich majetku a nemovitostí, s tím, že jim pošle peníze do jejich nového domova. Peníze místo toho investoval do černého trhu. V roce 1990, už jako milionář, se sám odstěhoval do Izraele a přidal ke svému ukrajinskému i izraelské občanství. V té době investoval do škály legálních podniků, zatímco pod povrchem řídil nelegální síť zločinu, čítající ilegální prodej zbraní, prostituci, pašování drog a praní špinavých peněz skrze jím ovládané off-shoreové společnosti. Po rozpadu SSSR se zaměřil na Evropu a zejména země, které se nově vymanily ze sféry jejího vlivu. Padá na něj podezření, že měl prsty v kauze Lehké topné oleje. V roce 1991 si vzal svoji maďarskou družku Katalinu Papp a zplodil s ní tři děti. Načas žil v Budapešti, investoval do maďarských společností, např. zbrojovky Army Co-Op; a na pár let získal i maďarské občanství. V roce 1994 ovládl Mogilevič Inkombank, jednu z největších soukromých bank v Rusku, čímž se mu otevřel svět mezinárodního obchodu a též prostředek pro legalizaci svých příjmů z ilegální činnosti. V květnu 1995 se měl podle informací rozvědky objevit v Praze na schůzce s Sergejem Michajlovem, šéfem Solncevské mafie a na pozdější narozeninové party jednoho ze zástupců této skupiny. Na této party se údajně plánovalo Mogileviče zastřelit ohledně sporu o splátce v hodnotě 5 milionů $. Party skončila razií české policie a 30 přítomných (médii označovaných jako mafiáni) bylo vyhoštěno. Sám Mogilevič mezi zadrženými nebyl, věří se, že dostal echo od informátora z řad policie. V Česku dostal 10leté vyhoštění v nepřítomnosti, stejně jako ve Spojeném království; Maďarsko jej expatriovalo a dalo mu status persona non grata. FBI a ostatní agentury se jej snažily dostat již od začátku 90. let, ale Mogilevič, řečeno slovy jednoho z novinářů, „má nos na to nebýt ve špatnou dobu na špatném místě“. Pokračoval v praní špinavých peněz, prostřednictvím InkomBank, posléze též Bank Menatep a Bank of New York. V roce 1996 získal významný podíl ve firmě Suchoj, velkém výrobci a dodavateli zbraní. Inkombank, kterou Mogilevič ovládl, zbankrotovala v roce 1998; k pádu předcházelo podezření z praní špinavých peněz. Objem Mogilevičových vypraných peněz ve vrcholu této etapy dosahoval 10 miliard dolarů.
Od konce 90. let přestal údajně Mogilevič cestovat do Evropy, ponechal si ale svůj izraelský pas. V roce 2003 dala FBI Mogileviče na seznam nejhledanějších zločinců. Zadržen byl až 24. ledna 2008 v Moskvě, oficiálně za daňové úniky, a po roce a půl ve vazbě a zaplacení kauce byl 24. července 2009 propuštěn. V roce 2009 se Mogilevič „probojoval“ do nechvalně známé špičky deseti nejhledanějších zločinců podle FBI.